# ميركو رانييري
ميركو رانييري (بالإيطالية: Mirko Ranieri)‏ هو لاعب كرة قدم إيطالي في مركز حراسة المرمى، ولد في 8 فبراير 1992 في أسيزي في إيطاليا. شارك مع منتخب إيطاليا تحت 16 سنة لكرة القدم ومنتخب إيطاليا تحت 17 سنة لكرة القدم. أما مع النوادي، فقد لعب مع إيبسويتش تاون وتوتنهام هوتسبير ونادي بيروجيا ونادي غوبيو.